# ای‌ال‌سی-۰۱۵۹
ای‌ال‌سی-۰۱۵۹(به انگلیسی: ALC-0159) یک ترکیب مزدوج پگ/لیپید(یعنی لیپید پگیله‌شده) است. از نظر ماهیت شیمیایی این ماده یک سورفکتانت غیر یونی است. این ماده در واکسن RNA ساخت شرکت فایزر-بیوان‌تک که برای ویروس SARS-CoV-2 طراحی شده و حاوی ماده فعال توزینامران است، استفاده شده.